# 日下部知恵
日下部 知恵（くさかべ ちえ、1987年11月29日 - ）は、茨城県出身の女子バスケットボール選手である。ポジションはガード。

## 人物
昭和学院高校卒業後、シャンソン化粧品に入社。
2009年退社。
現在は君津クラブに所属し、国体にも出場している。
また昭和学院の教員であり、強豪である高校女子バスケットボール部の副顧問をしている。
（教科は家庭科）

## 経歴
- 昭和秀英高校 - シャンソン化粧品（2006年〜2009年） - 君津クラブ